# Develier
Develier (Duits: Dietwiler) is een gemeente en plaats in het Zwitserse kanton Jura, en maakt deel uit van het district Delémont.
Develier telt 1300 inwoners.